# 夏実晴香
夏実 晴香（なつみ はるか、1998年〈平成10年〉8月4日 - ）は、日本のグラビアモデル、レースクイーン、TikToker。大阪府出身。イー・スマイル所属。愛称および別名義は「ツナ缶」。

## 略歴
大阪からモデルを夢見て上京した後、2019年頃からTikTokのライバー「ツナ缶」として活動を開始し、60万人を超えるフォロワーを獲得。2023年には5ZIGENでのレースクイーン活動やSHEINの専属モデルを務めるなど、活動の幅をさらに広げていった。
2024年1月からイー・スマイルに所属し、「夏実晴香」としてタレント活動を行うが、TikTokでは引き続き「ツナ缶」として活動を継続。この年は『ENEOS GIRLS』として初めてSUPER GTのレースアンバサダーを務める他、同じ事務所の宮瀬七海から引き継ぐ形で、スーパー耐久シリーズの公式イメージガール『Swish』にも就任している。
2024年7月14日、『レースアンバサダーアワード2024』ルーキーディヴィジョン（旧日本レースクイーン大賞新人賞）でグランプリを受賞。副賞としてメディバンネップリ賞も受賞する。イー・スマイルにとっては前年の木村楓に続く2年連続の新人グランプリ受賞となった。

## 人物
- 趣味はランニング、筋トレ。特技は歌。
- 危険物乙種第4類の資格を持っているが[1]、これは高校時代にENEOSでアルバイトしていた際に取得したものである。

## レースクイーン
| 年     | カテゴリー   | チーム名                              | 他メンバー                   | 出典       |
| ------ | ------------ | ------------------------------------- | ---------------------------- | ---------- |
| 2023年 | スーパー耐久 | Team 5ZIGEN 9560 Girls                | 田中麻奈未・かむこ・岡本麻佑 | [ 雑誌 1 ] |
| 2024年 | SUPER GT     | TGR TEAM ENEOS ROOKIE 「ENEOS GIRLS」 | うらら                       | [ 5 ]      |
| 2024年 | スーパー耐久 | 公式イメージガール「Swish」           | 阿比留あんな・松田蘭         | [ 6 ]      |

### その他
- 西口プロレスリングガール「西口向上委員会」（2024年）[共演 1]

## 出演

### 広告
- SHEIN JAPAN オフィシャルモデル（2023年）[3]

### イベント
- 東京ガールズコレクション 2023 SPRING/SUMMER （2023年3月4日、国立代々木競技場第一体育館）オープニング
- アメフェス2023
- FUELFEST Japan 2023 スタートガール
- 東京オートサロン2024『WALDブースモデル』（2024年1月12日 - 14日、幕張メッセ）[共演 2]
- 近代麻雀水着祭2024（2024年4月28日、しらこばと水上公園）[共演 3]

## 音楽
- ツナ缶 「絶対的ノンフィクション」(ポコレコーズ・2022年9月28日配信発売)[10]

### 共演メンバー
1. ↑  葵成美・荒井つかさ・有栖未桜・生田ちむ・木村楓・廣川エレナ・松田蘭[8]
2. ↑  五十嵐希・安田七奈と共演[雑誌 2]。
3. ↑  織田真実那・木村楓・花乃衣美優も出演[9]。

#### 雑誌
1. 1 2  「Team 5ZIGEN 9560 Girl」『ギャルズ・パラダイス「2023トップレースクイーン編」』、株式会社三栄、2023年10月12日、50頁、2024年7月7日閲覧。
2. ↑  「セクシー・オーラ全開の女神たちにメロメロ☆彡『WALD』」『ギャルズ・パラダイス「2024東京オートサロン編」』、株式会社三栄、2024年4月11日、58頁、2024年7月7日閲覧。